# أرزو علييفا
أرزو علييفا (بالأذرية: Arzu Əliyeva) هي منتجة أفلام أذربيجانية وإبنة الرئيس الأذربيجاني الحالي إلهام علييف، ولدت في 23 يناير من عام 1989 في مدينة باكو عاصمة أذربيجان في الاتحاد السوفيتي سابقا، وتعد من أشهر الشخصيات الأذربيجانية حاليا.